# 新普韋布洛區 (伊卡省)
14°07′38″S 75°42′21″W / 14.1271°S 75.7059°W
新普韋布洛區（西班牙語：Distrito de Pueblo Nuevo）是秘魯的一個區，位於該國中南部伊卡大區的伊卡省，始建於1871年1月30日，面積33.1平方公里，海拔高度390米，2005年人口4,582，人口密度每平方公里140人。